# 情報理論的安全性
暗号理論において、情報理論的安全性（じょうほうりろんてきあんぜんせい）とは、暗号に対する攻撃（暗号解読）に対する強度（安全性）に関する概念の一つであり、一般に計算量的安全性よりも強い。この安全性を満たす暗号では「どんな鍵によって得られるどんな復号結果も、同様に確からしい」ので、どれほどの計算力をもってしても、解読は不可能である。
暗号の強度についての本格的な情報理論的分析は、情報理論の祖として有名なシャノン（1949年）による「秘匿系での通信理論」が始まりとされる。ただし、それ以前から数理的に（主に確率論を応用して）検討されていた。シャノンは、暗号が情報理論的な意味で無条件に安全であるためには「平文サイズ≦鍵サイズ」を満たすことが必要十分条件であることを示した。一例としては、正しく（この条件を満たし、また、その他の点で運用ミスによる弱点をもたないように）運用されているワンタイムパッドは、この条件を満たす。しかし、前提として平文と同じサイズの秘密鍵を事前に安全に通信者間で共有する必要があるなど、きわめて運用コストが高いので、情報理論的に安全な暗号は特別な用途を除いてほとんど使用されていない。
以上の議論には、鍵の通信が「古典物理的」な方法によるという前提がある。すなわち、盗聴などによって情報が複製されてもそれを検知するすべはないので、鍵は前もって密使が届けておくなど何らかの手段によって秘匿しなければならないという前提がある。量子物理的な現象を利用し、対象から情報を得ると対象が変化してしまうので盗聴が検出できるという性質の利用は、量子暗号の研究目的の一つである。

## 注
1. ↑  厳密には量子物理に限らずとも、同様な物理現象はあるが、量子物理では「量子」のプリミティブな振る舞いとしてそれが保証される。